# Puits de Païenporte
Le puits de Païenporte, aussi appelé puits de Payen-porte, creusé au XIVe siècle et d'une profondeur actuelle de 128 mètres, est l'ancien puits à eau de la citadelle de Liège.

## Situation et description
Le puits se situe dans le parc de la citadelle près de l'enclos des fusillés et de l'angle nord-est du CHR de la Citadelle.
D'une profondeur actuelle de 128 mètres, le diamètre à la margelle est de 4,2 mètres et de 3,6 mètres dans la partie inférieure. Le niveau d'eau est stabilisé à une profondeur de 105 mètres. Creusé au départ de la cote d'altitude 165, il communique avec le bas de la colline  par  la franche areine de Richonfontaine longue d'environ 650 mètres et dont l’œil est situé rue Mère-Dieux à la cote d'altitude 75.
L'eau de cette areine alimente toujours la fontaine monumentale Saint-Jean-Baptiste de la rue Hors-Château.

## Historique
La houille est extraite de la terre du Pays de Liège depuis le XIe siècle.
Au XIVe siècle, de nombreux bures sont creusés aux alentours de la Cité de Liège. Le puits de Païenporte est l'une d'entre elles. Il est déjà drainé par la franche areine de Richonfontaine et est en communication, via deux couches de houilles différentes, avec la bure de la Vigne située dans le faubourg Sainte-Walburge.

L'on sait qu'en 1577, le puits était exploité par un certain Mathieu de la Porte (nom qui laisse supposer qu'il habitait près d'une des portes de la ville proche du lieu d'exploitation).
En 1650, le prince-évêque Maximilien-Henri de Bavière fait agrandir la citadelle érigée en 1255 par le prince-évêque Henri de Gueldre. Le puits est alors inclus dans celle-ci. Il fait désormais partie de ce qui deviendra en 1671 le bastion Saint-François. Sa fonction de bure est alors abandonnée pour devenir, avec une profondeur de 98 mètres, le puits à eau de la citadelle. L'eau y est puisée au moyen d'un grande roue en bois actionnée par des hommes. Le 8 janvier 1680, Jean Roland obtient la propriété du fond par le prince-évêque Maximilien-Henri de Bavière afin d'alimenter la ville en eau potable.
En 1705, le puits et les deux citernes de 20 000 litres chacune sont recouverts d'une voûte à l'épreuve des bombardements.
En 1813, le puits est comblé par les militaires de la Grande Armée puis déblayé, en 1820, jusqu'à une profondeur de 99 mètres par l'architecte néerlandais Gamerlingh lors de la reconstruction du bastion Saint-François.

Le 15 septembre 1825, les mineurs du charbonnage de la Plomterie établi dans le faubourg Sainte-Walburge perce la poche d'eau et assèche le puits qui doit être recreusé jusqu'à une profondeur de 125 mètres.

Le 17 mai 1835, il est à nouveau tari par l'affaissement du bouchon du charbonnage de la Vigne. Il est, alors, recreusé jusqu'à sa profondeur actuelle de 128 mètres. C'est aussi à cette époque que l'on installe un système avec cheval. Celui-ci en avançant ou en reculant dans un couloir actionne un manège qui fait monter et descendre deux énormes tonneaux.
Depuis 1913, date de la création de la Compagnie intercommunale liégeoise des eaux (C.I.L.E.) et de la mise en œuvre du réseau d'alimentation en eau potable de la Ville de Liège, le puits n'est plus utilisé pour cette fonction d'approvisionnement.

En 1970, les travaux de construction du CHR de la Citadelle oblige de murer l'entrée de la casemate d'accès au puits par mesure de sécurité. La même année, les spéléologues de l'asbl ABYSS Spéléo Club déblaient l'accès au puits et installent un échafaudage permettant d'y descendre. Manquant d'un système d'aération, le puits saturé de dioxyde de carbone est abandonné par mesure de sécurité.
Le 21 décembre 1977, le puits et les casemates de la citadelle sont classés par l'Institut du patrimoine wallon.
En 1993, il est rouvert par l'ABYSS Spéléo Club qui signe avec la Ville de Liège une charte d'adoption du site où il s'engage à entamer des travaux d'aménagement et d’entretien. Actuellement, le puits est utilisé comme site d'entraînement pour les spéléologues et les pompiers de l'Intercommunale d'incendie de Liège et environs. Il est aussi accessible aux visiteurs lors de certaines visites organisées.